# Abbazia di Santa Maria in Potenza
L'abbazia di Santa Maria in Potenza sorge nell'omonimo quartiere nel comune di Porto Recanati.

## Storia
Abbazia di Santa Maria in Potenza ("L'Abbadia", in dialetto portorecanatese) venne fondata dai Monaci Crociferi tra il 1160 e il 1202 presso importanti direttrici viarie dell'epoca e nacque come ospedale (hospitalis pontis Potentiae) per l'accoglienza e l'assistenza dei mercanti e dei pellegrini in cammino verso la Puglia e la Terra santa e per quelli diretti al Santuario di Loreto. La sua importanza viene sancita da papa Onorio III nel 1226, quando si novera la gran moltitudine di pellegrini e malati d'ogni estrazione sociale che giungevano all'ospedale.. Contemporaneamente i monaci si dedicarono alla bonifica della zona e alla costruzione di mulini, strade e ponti, dietro concessione di Federico II nel 1226. L'Abbazia accolse, il 14 luglio 1184, il papa Lucio III in viaggio verso Verona. L'edificio, poi trasformato in abitazione privata, conserva della primitiva costruzione romanica l'abside, con una loggetta a colonnine e la cripta, che accoglie un trittico ed un dipinto del pittore Cesare Peruzzi.